# Кунратиці (Прага)
Кунратиці (чеськ. Kunratice) — муніципальний район Праги, Чехія. Розташований на півдні столиці. Вперше згадується в джерелах ХІІІ ст. як поселення. У XV ст. мало власний замок. Тривалий час мало статус села. 1968 року приєднане до Праги. Населення — 8099 осіб (2008).

## Історія
16 серпня 1419 року у Новоградському замку в Кунратицькому лісі помер богемський король Венцилав IV.